# Oorwormen
Oorwormen of huidvleugeligen (Dermaptera) zijn een orde van gevleugelde insecten.
Er zijn ongeveer 1800 soorten oorwormen beschreven; in vergelijking met andere insecten vormen de oorwormen een relatief kleine groep. In tegenstelling tot de meeste insecten zijn de oorwormen weinig gespecialiseerd. Alle oorwormen zien er ongeveer hetzelfde uit, alleen de kleuren en afmetingen kunnen enigszins verschillen.
Oorwormen zijn typisch kruipende insecten. Hoewel ze in aanleg vier vleugels bezitten, vliegen ze zelden tot nooit. Oorwormen houden zich op in plantendelen zoals bloemen, achter loszittende boomschors en onder bladeren. Ze verkiezen een vochtige omgeving omdat ze gevoelig zijn voor uitdroging. De meeste soorten zijn alleseters die leven van plantendelen, dood materiaal en kleine diertjes. In Europa is de bekendste en meest algemene vertegenwoordiger de gewone oorworm (Forficula auricularia). Deze soort komt in België en Nederland algemeen voor, daarnaast komen er nog enkele minder algemene soorten oorwormen voor.
Op enkele uitzonderingen na hebben alle oorwormen twee karakteristieke tangachtige aanhangsels aan het achterlijf. Ze worden hierdoor wel als 'eng' beschouwd omdat ze met de aanhangsels zouden steken. De achterlijfsaanhangsels worden weliswaar bij verstoring omhoog gehouden maar hebben voornamelijk een afschrikkende functie. Een oorworm kan niet steken met de aanhangsels zoals angeldragende insecten dat doen. Een 'kneep' van een oorworm is bij de mens wel voelbaar maar zal geen verwondingen toebrengen.

## Naam

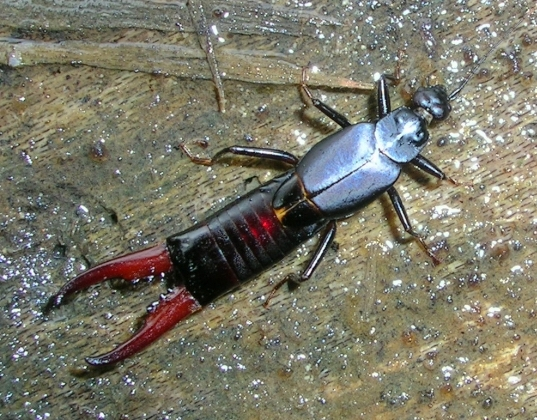
Oorwormen hebben een uniforme bouw, hier een soort uit India.

De wetenschappelijke naam van de oorwormen is Derma(-)ptera. Deze naam betekent letterlijk huid-(derma) vleugeligen (ptera) en verwijst naar de dunne en vliezige achtervleugels waarmee een aantal soorten kan vliegen. De wetenschappelijke naam van de grootste groep van de oorwormen, de familie Forficulidae, verwijst naar de verharde achterlijfsaanhangsels, furficula betekent 'schaartje'.

### Nederlandstalige naam
De Nederlandse naam oor-worm is in twee opzichten onjuist; oorwormen zijn géén wormen en zijn evenmin aangepast aan een verblijf in het oor van dieren of mensen. Omdat ze dikwijls in nauwe spleten aangetroffen worden, werd wel gedacht dat ze zich in de gehooropening van mensen ophouden. Ook deden er verhalen de ronde over oorwormen die zich door het trommelvlies heen aten en eitjes legden in de hersenen. Een meer aannemelijke verklaring is dat de vorm van de opengespreide vliezige vleugels een gelijkenis vertoont met het menselijk oor. Oorwormen zijn echter nooit parasitair en kunnen zich niet handhaven in andere dieren. Er zijn wel enkele gedocumenteerde gevallen bekend waarbij een oorworm in de gehoorgang van een mens werd aangetroffen. Oorwormen zoeken de mens hierbij niet in huis op, dergelijke gevallen komen soms voor bij kampeerders die in het open veld slapen. De oorworm werd in vroeger tijden als traditioneel medicijn tegen doofheid gezien. De gedroogde en gemalen oorwormen werden vermengd met hazenurine. De zo ontstane 'oorwormolie' diende vervolgens in het oor te worden aangebracht. Sommige Nederlandstaligen gebruiken eerder oorwurm dan oorworm. Dat is ook terug te horen in de uitdrukkingen "Een gezicht als een oorwurm" (kijken met een bozige, vertoornde blik) en een oorwurm in de muziek.

### Andere talen
De vermeende gewoonte om in oren te kruipen is in de naamgeving van de groep terug te vinden in vele talen. In het Duits worden ze "Ohrwürmer" genoemd en in het Engels "earwigs", analoog aan het Nederlandse oorworm. Oorwormen hebben verschillende Nederlandse namen die per dialect verschillen. Ze voeren vaak terug op het kruipen in de oren of de lichaamsaanhangsels. In het Fries worden oorwormen wel aangeduid met ear(ke)krûper, foarkestekker, knypsturt, eartyk en knyptange, in Drenthe (Nedersaksisch) als knieptange en oortiek, in Overijssel gaffeltange en in de Achterhoek met gaffeltand. In het West-Vlaams spreekt men van een oorebeeste. In het Urks dialect is de aanduiding skallebieters.

## Verspreiding en habitat
Oorwormen hebben een wereldwijde verspreiding en komen voornamelijk voor in begroeide gebieden waar voldoende schuilplaatsen voorhanden zijn. Alleen in heel koude of erg droge streken zoals woestijnen komen geen oorwormen voor. De meeste soorten leven in warme en vochtige, tropische gebieden in Azië en Amerika. In het centrale en noordwestelijke deel van Europa komen slechts zeven soorten oorwormen voor. Sommige oorwormen hebben een zeer klein verspreidingsgebied doordat ze geografisch geïsoleerd zijn geraakt. Een voorbeeld is Labidura herculeana, die alleen gevonden is op het Atlantische eiland Sint-Helena.
De meeste oorwormen kunnen in het geheel niet vliegen, omdat ze geen functionele vleugels hebben en ook de sterk gevleugelde soorten vliegen slechts zelden. Oorwormen kunnen hierdoor in de regel geen grote afstanden afleggen zoals veel andere insecten als libellen en vlinders. Sommige oorwormen hebben zich desondanks verspreid over verschillende werelddelen wat te danken is aan het internationale goederentransport van planten en andere producten waarin zich oorwormen bevinden.

### In België en Nederland

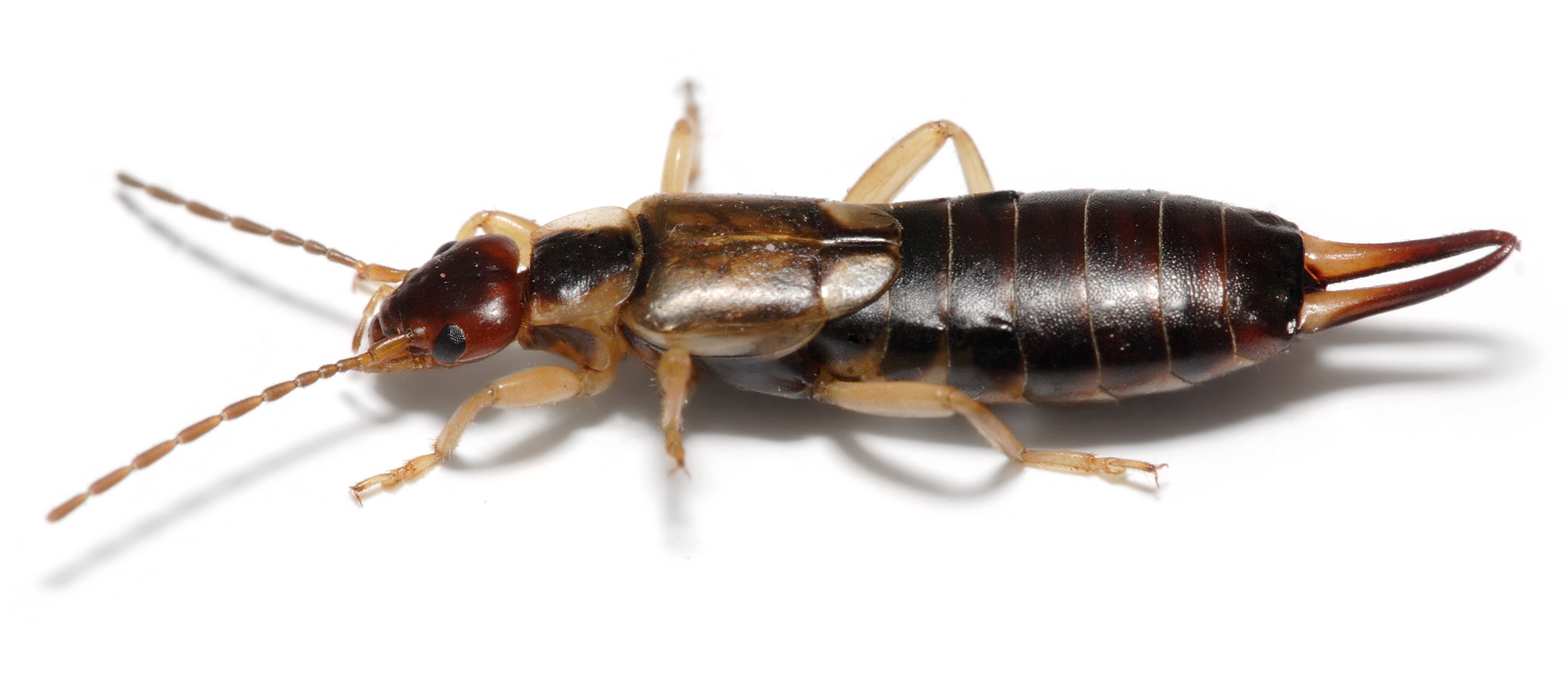
Gewone oorworm
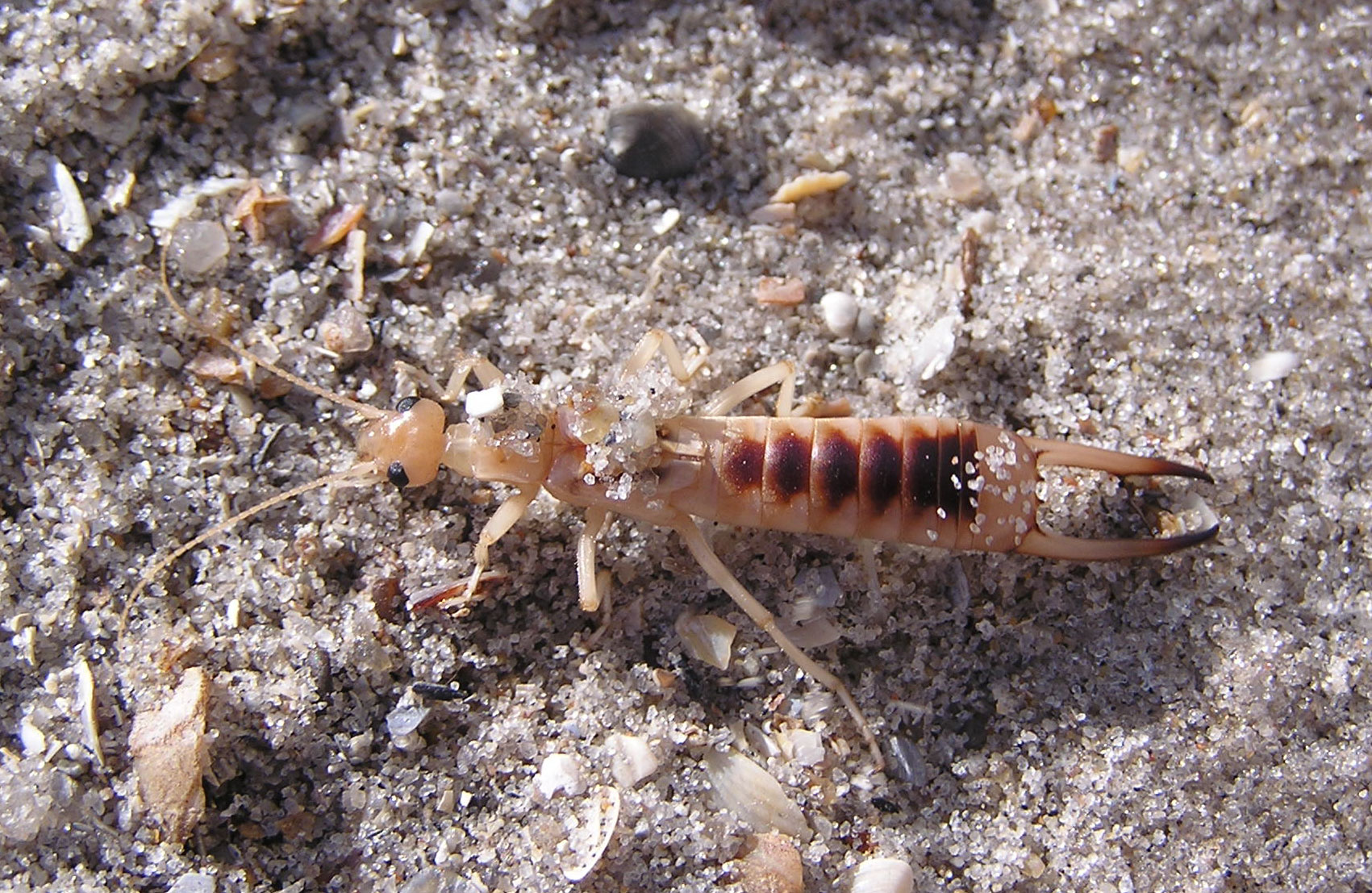
Zandoorworm
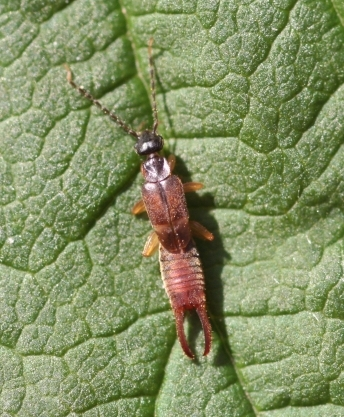
Kleine oorworm
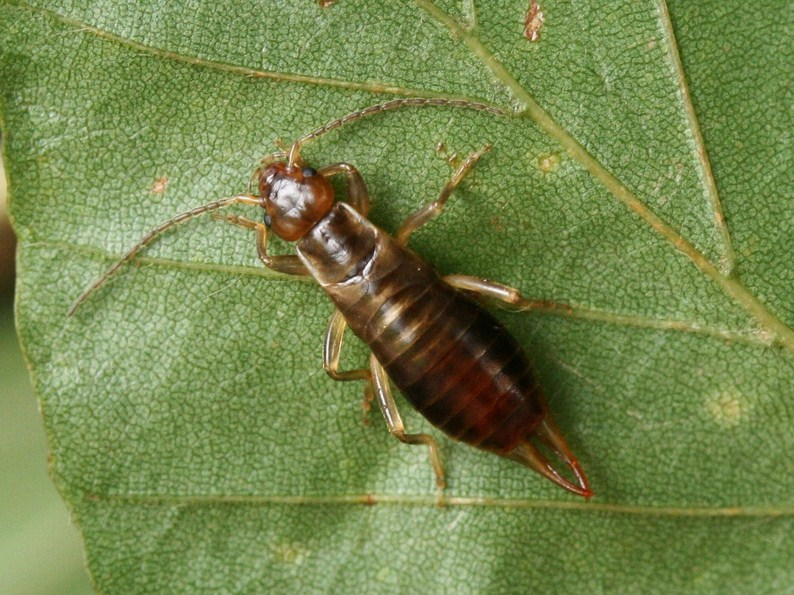
Bosoorworm
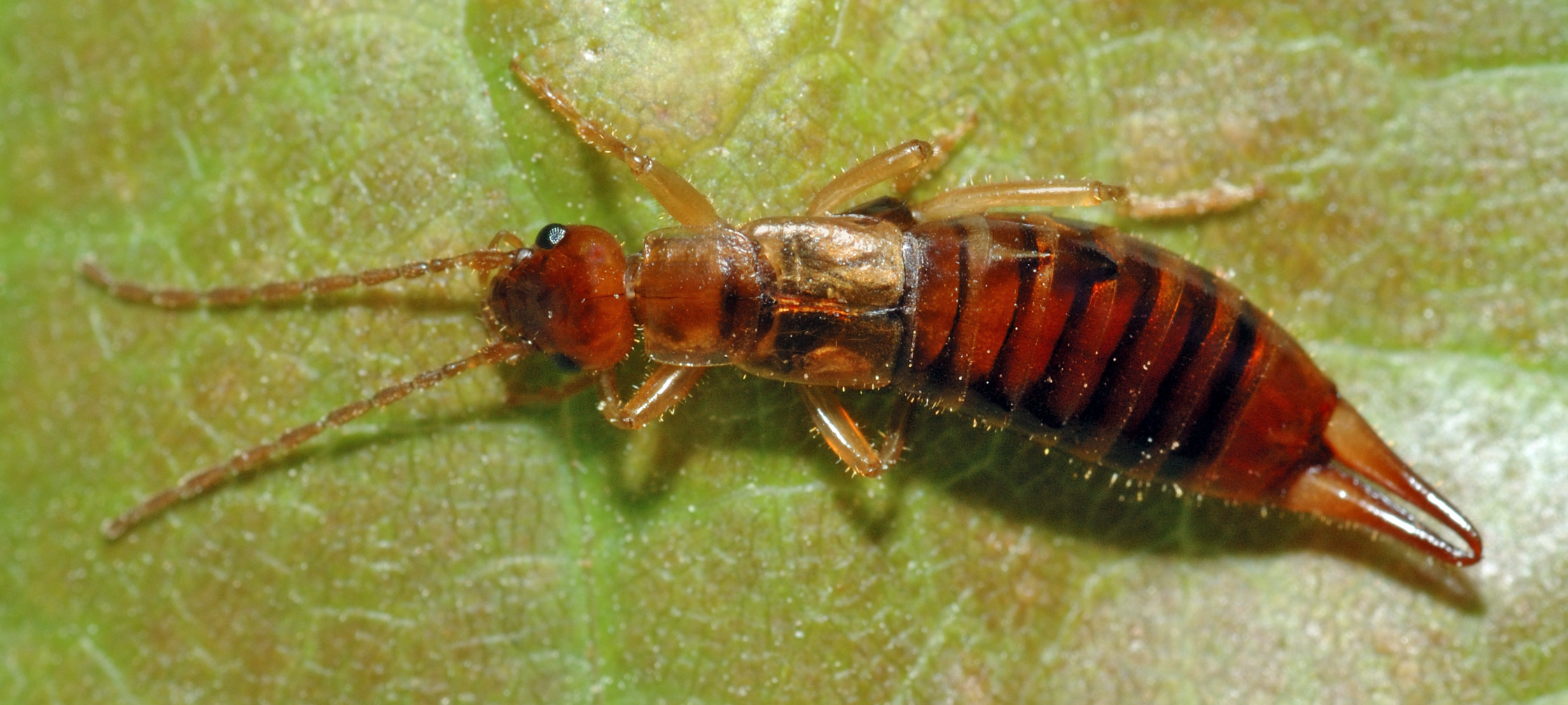
Apterygida media

In België en Nederland komen van nature vijf verschillende soorten oorwormen voor. De bekendste soort is de grote of gewone oorworm (Forficula auricularia). Deze soort wordt 10 tot 16 millimeter lang, heeft een donkerbruine kleur en grote tangachtige achterlijfsaanhangsels waarvan de lengte echter variabel is. Andere soorten die in België en Nederland voorkomen zijn de bosoorworm, de kleine oorworm, de zandoorworm en de soort Apterygida media, die nog geen Nederlandstalige naam heeft. De zandoorworm is met een lengte tot 26 millimeter de grootste vertegenwoordiger. Anechura bipunctata is een soort die zuidelijker in Europa voorkomt en in de Alpen tot boven de boomgrens kan worden aangetroffen. Naast de inheemse soorten wordt ook de uit warme omstreken afkomstige ringpootoorworm (Euborellia annulipes) waargenomen in kassen, waar deze als plaag kan optreden.

## Uiterlijke kenmerken

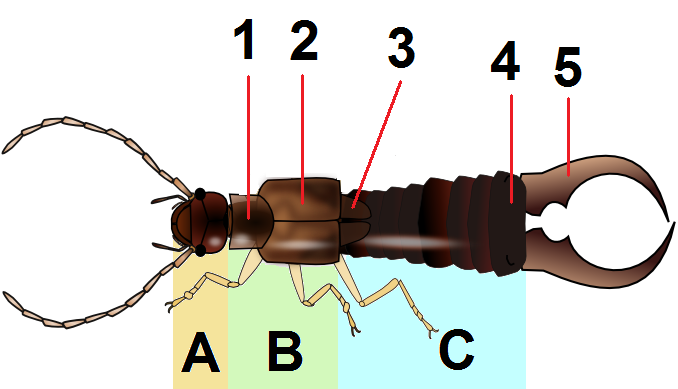
Lichaamskenmerken van de oorworm.

Oorwormen hebben een typische insectachtige bouw, met vooraan de kop of cephalon (A), daarachter het borststuk of thorax (B) en ten slotte het achterlijf of abdomen (C). Achter de kop is het halsschild of pronotum (1) gelegen, deze plaat bedekt het voorste deel van het borststuk. Het achterste deel draagt de voorvleugels (2) en de achtervleugels (3). Het achterlijf wordt beschermd door platen, de tergieten (4) aan de bovenzijde en de sternieten aan de buikzijde. Oorwormen hebben een langwerpig, afgeplat lichaam met aan de achterzijde twee duidelijk zichtbare achterlijfsaanhangsels of cerci (5). De achterlijfsaanhangsels zijn bij de juveniele dieren of nimfen draadachtig van vorm. Bij de volwassen exemplaren zijn ze echter sterk vergroot en verhard, stijf en tangachtig. Dergelijke structuren komen bij andere insecten niet voor waardoor de oorwormen eenvoudig van alle andere groepen zijn te onderscheiden.
De meeste oorwormen worden tot enkele centimeters lang, uitschieters kunnen nog langer worden maar dergelijke soorten komen alleen voor in tropische streken. De soort Labidura herculeana kan een lengte bereiken van meer dan 8 centimeter en is de grootst bekende moderne soort. Vrijwel alle oorwormen hebben een roodbruine tot bruine of grijze tot zwarte kleur, slechts enkele soorten hebben meer bonte kleuren.

#### Kop

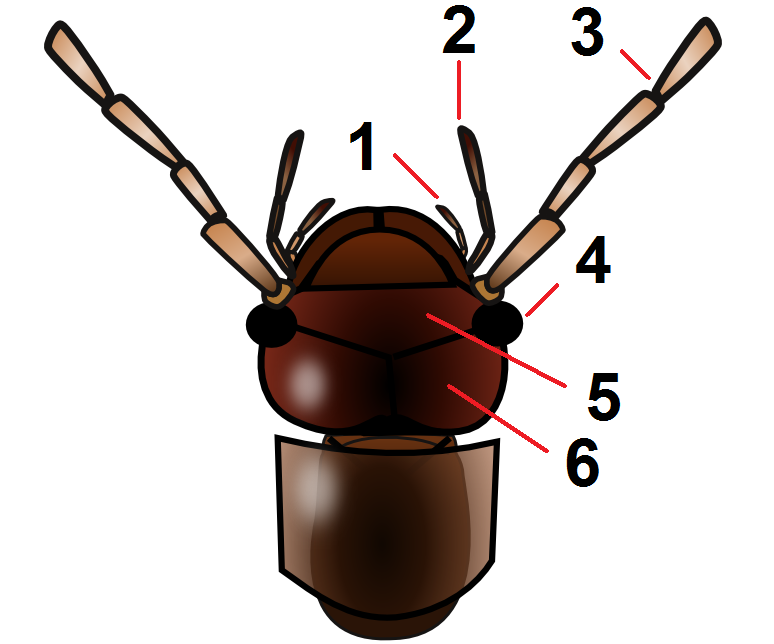
Delen van de kop.

Aan de voorzijde van de kop zijn twee paar tasters aanwezig, die aan de bovenzijde worden de labiale palpen of liptasters (1) genoemd en die aan de onderzijde de maxillaire palpen of kaaktasters (2). De oorworm heeft bijtende monddelen (prognaath) aan de voorzijde van de kop. De kop draagt twee duidelijk gesegmenteerde antennes (3), die bij de meeste soorten vrij lang zijn. Het aantal segmenten kan oplopen tot 52 maar meestal is het aantal kleiner. Bij de bekende gewone oorworm komen 15 segmenten voor. De antennes hebben een tastzintuiglijke functie en dienen om prooien en soortgenoten op te sporen. De ogen (4) zijn klein en kraal-achtig en meestal vrij goed zichtbaar door de lichtere kleur van de kop. Oorwormen verschillen van veel gevleugelde insecten doordat ze geen ocelli hebben. Deze structuren komen wel voor bij enkele grote insectengroepen zoals de kevers, de vliesvleugeligen, de rechtvleugeligen en de libellen. Ocelli zijn drie kleine 'bij-oogjes' aan de bovenzijde van de kop. De voorouders van de oorwormen hadden wel ocelli, maar zijn deze in de loop der evolutie weer verdwenen. De voorzijde van de kop of clypeus (5) is bij veel soorten onbehaard. De bovenzijde van de kop wordt beschermd door een plaat die het kopschild of vertex (6) wordt genoemd.

#### Borststuk
Het borststuk wordt aan de voorzijde beschermd door het halsschild of pronotum. Het grootste deel van het borststuk is gelegen onder de vleugels en het borststuk draagt - net als bij alle insecten - drie paar poten aan de onderzijde en in principe twee paar vleugels aan de bovenzijde; een paar voorvleugels of elytra en een paar achtervleugels of tegmina.
De bovenzijde van het borststuk wordt beschermd door de verkorte voorvleugels, aan de onderzijde wordt het lichaamsdeel beschermd door de drie hier aanwezige platen, die corresponderen met de drie delen van het borststuk. Aan de voorzijde van het borststuk, de prothorax, wordt de onderzijde beschermd door het prosternum, in het midden (aan de mesothorax) door het mesosternum. Aan de achterzijde van het borststuk ten slotte is het metasternum aanwezig onder de metathorax. Elk borststuksegment draagt een paar poten. De poten kunnen heel verschillend zijn in vorm en grootte, de meeste soorten hebben korte en stevige poten maar er zijn ook soorten, zoals bewoners van grotten, die juist lange en sprieterige poten hebben. Wat oorwormen wel allemaal gemeen hebben is de bouw van de voet of tarsus; het gelede uiteinde van de poot. Deze bestaat uit drie segmenten, terwijl alle andere insecten in principe vijf leden hebben. De soorten uit de familie Forficulidae zijn verder te herkennen aan het tweede (middelste) tarsusdeel, dat twee lobben draagt.

#### Achterlijf

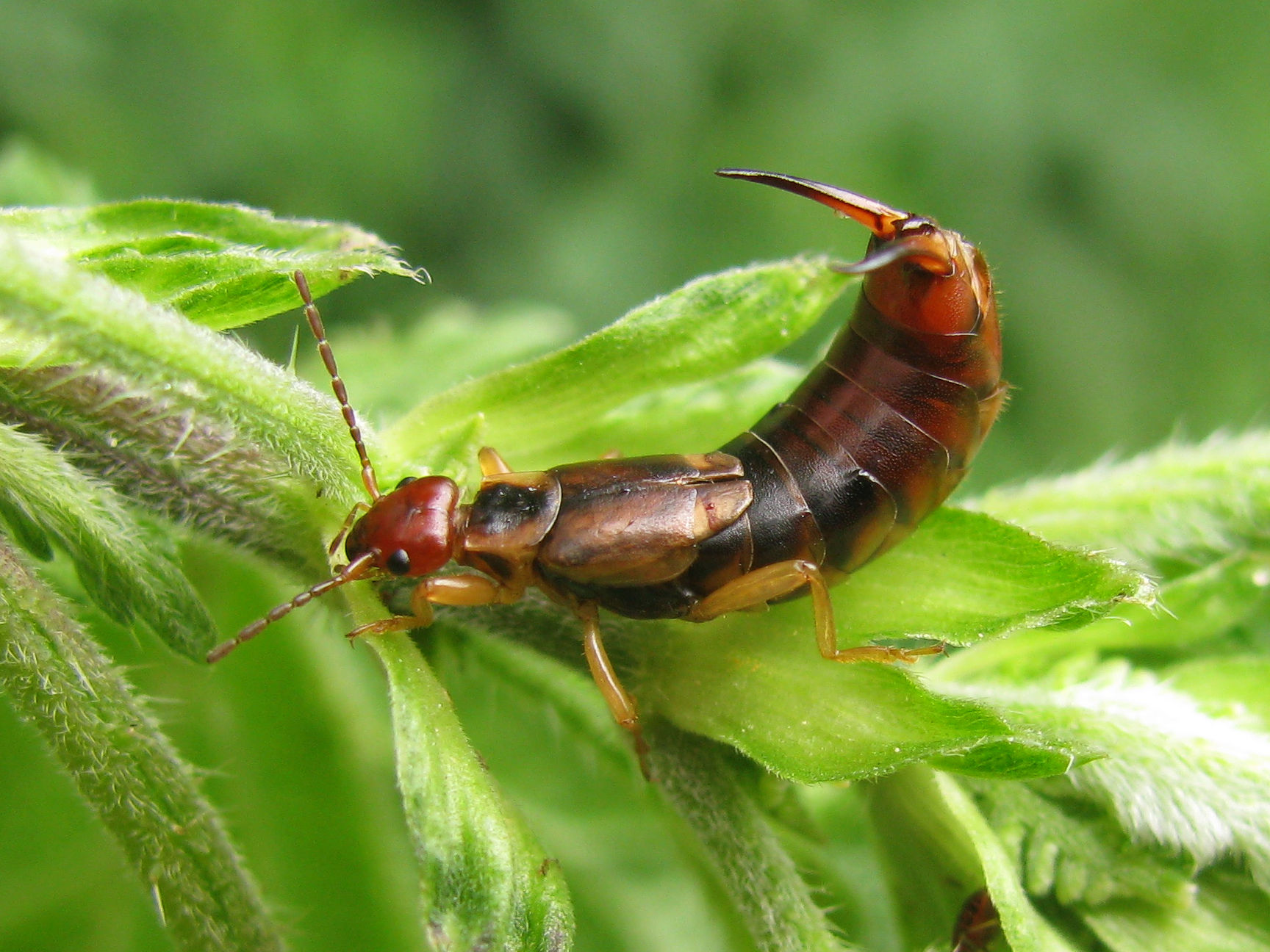
Bij de dreighouding van de oorworm worden de cerci omhoog gekromd.

Het achterlijf bevat de organen, zoals de darmen en de voortplantingsorganen. Het achterlijf van de meeste insecten - zoals kevers en wantsen - is door de aanwezigheid van de verharde voorvleugels goed beschermd maar door het ontbreken van dergelijke beschermende schilden is het achterlijf van oorwormen grotendeels geëxposeerd. Het is verhoudingsgewijs lang en afgeplat en duidelijk gesegmenteerd. Aan de bovenzijde wordt het beschermd door de rugplaten of tergieten, aan de onderzijde door de buikplaten of sternieten. Het achterlijf van de mannelijke oorworm heeft altijd 10 segmenten, een vrouwtje heeft er acht.

#### Cerci
Het uiteinde van het achterlijf draagt de kenmerkende pincet-achtige achterlijfsaanhangsels. Deze structuren worden bij insecten de cerci genoemd en de speciale vorm van de cerci van oorwormen wordt forceps genoemd, wat 'schaar' betekent. De forceps zijn stijf en solide, iedere cercus bestaat uit een enkelvoudig deel en is niet gesegmenteerd.
De soorten uit de kleine onderorde Hemimerina, die als primitief worden beschouwd, hebben draadvormige aanhangsels (filiform). Soorten uit de onderorde Arixenina hebben staafvormige aanhangsels (bacilliform). Bij deze twee groepen zijn de cerci wel gesegmenteerd en dragen een lichte beharing, ze dienen als tastzintuig. Bij de meeste insecten die achterlijfsaanhangsels bezitten zijn deze gesegmenteerd, met als uitzondering veel rechtvleugeligen.

### Seksuele dimorfie
Aan de vorm van de cerci is meestal het geslacht te herleiden; oorwormen zijn seksueel dimorf wat zich met name uit in de verschillen van de cerci. Vooral bij de mannetjes zijn de cerci vaak vergroot, die van vrouwtjes zijn kleiner en vaak tegen elkaar gelegen. De mannetjes hebben vaak ook een getande basis, wat wil zeggen dat de cercus een stekel-achtige punt bevat aan de lichaamszijde. Niet alleen verschillen de cerci tussen de geslachten, de vorm is tevens soortspecifiek en is soms een belangrijk determinatiekenmerk. Het mannetje van de gewone oorworm bijvoorbeeld heeft vrij grote en getande cerci, bij de bosoorworm (Chelidurella acanthopygia) zijn de cerci niet getand en veel minder sterk gekromd. Mannetjes van de soort Anechura bipunctata hebben cerci die zowel gebogen als naar boven gedraaid zijn en dus een driedimensionale structuur hebben.
Het apparaat heeft verschillende functies, een oorworm kan er prooien als rupsen en vliegen mee vasthouden. De cerci worden vervolgens over het lichaam gebogen en zo wordt de prooi naar de monddelen gebracht. Van een aantal soorten is bekend dat de cerci gebruikt worden om de waaiervormig opgevouwen achtervleugels behoedzaam onder de beschermende voorvleugels uit te trekken. Ook is bekend dat mannetjes elkaar bevechten in de paartijd en de cerci als wapens gebruiken. De cerci van de mannetjes zijn variabel binnen een soort terwijl die van de vrouwtjes steeds dezelfde grootte hebben. Vermoed wordt dat de cerci bij dergelijke soorten een secundair geslachtskenmerk is. Daarnaast worden de aanhangsels wel gebruikt om tijdens de paring het vrouwtje vast te houden. Toch is het oorspronkelijke doel en de precieze ontstaansgeschiedenis van de cerci niet geheel duidelijk.

## Onderscheid met andere dieren

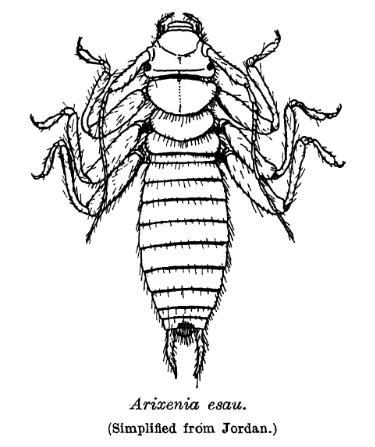
Arixenia esau; oorworm die lijkt op een krekel
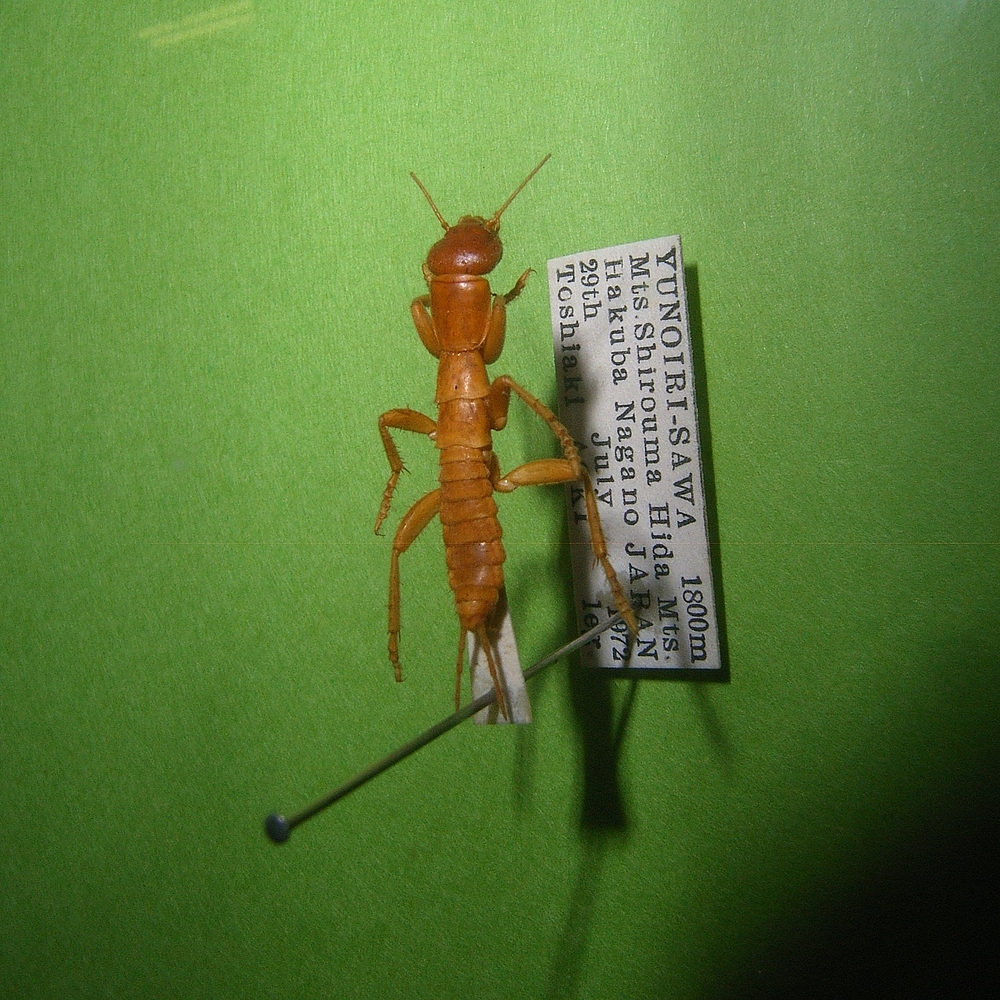
Grylloblattodea
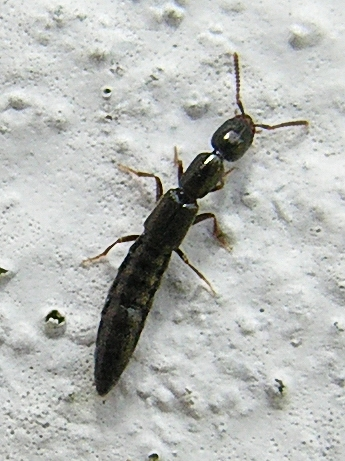
Kortschildkever
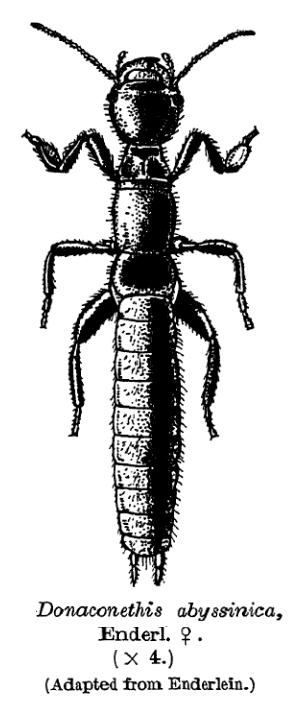
Webspinner

Oorwormen zijn meestal op eenvoudige wijze van andere geleedpotigen te onderscheiden, zelfs van andere insecten. Dit komt doordat de combinatie van een langwerpig lichaam met een onbedekt achterlijf, twee tang-achtige ongesegmenteerde achterlijfsaanhangsels en lange, draadvormige antennes uniek is voor de oorwormen. Alleen de kleine groep van webspinners (Embioptera) heeft vertegenwoordigers die enigszins op oorwormen lijken, maar deze soorten hebben gesegmenteerde achterlijfsaanhangsels. Een andere groep die soms verward kan worden zijn de kortschildkevers, deze hebben echter nooit tangachtige lichaamsaanhangsels zoals de oorwormen. Ook hebben alle kevers - net als de meeste insecten- zogenaamde ocelli, kleine oogjes op het midden van de kop. Deze ontbreken zonder uitzondering bij alle oorwormen.

## Levenswijze

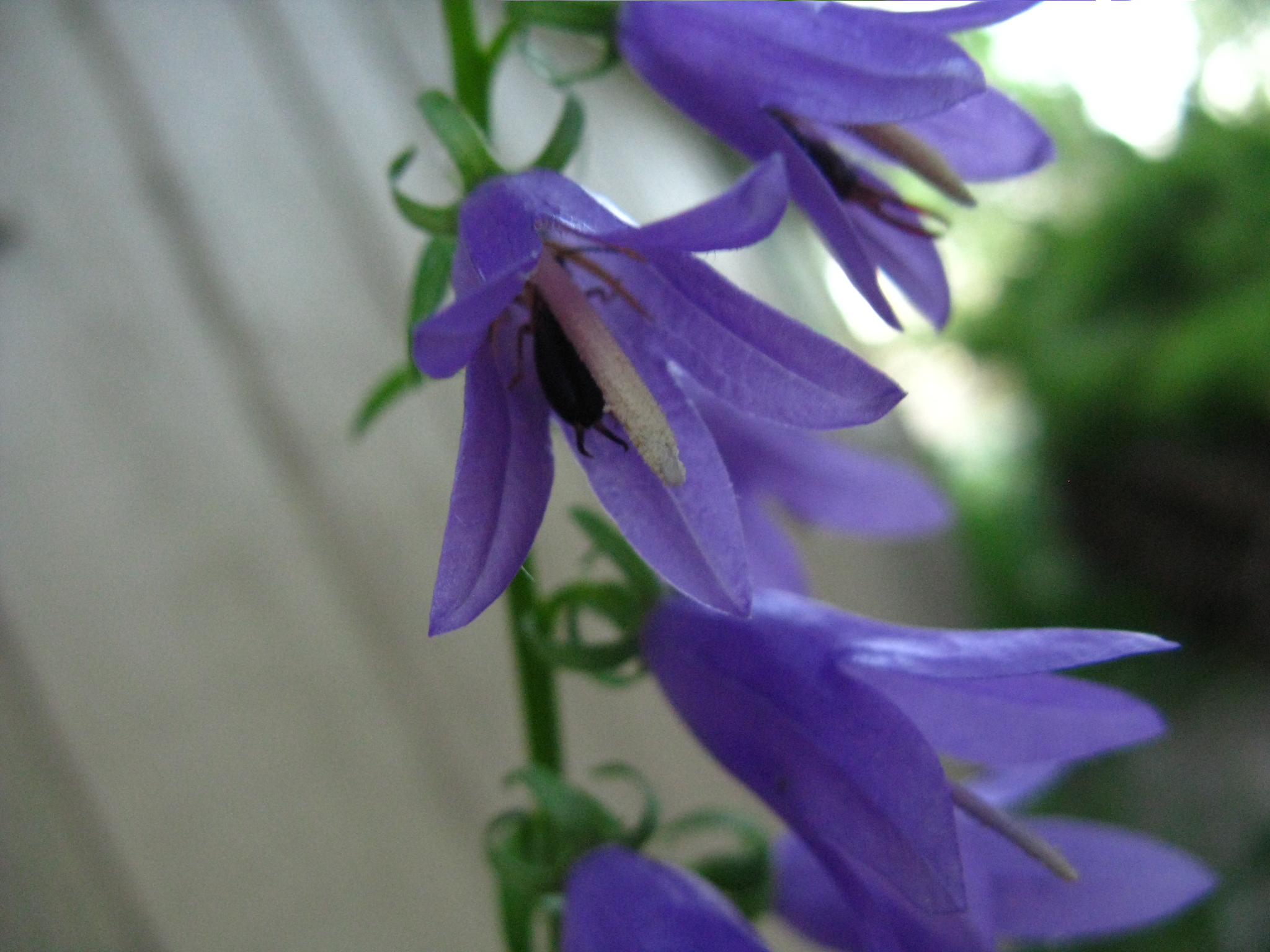
Oorwormen houden zich graag op in bloemen, in twee van de drie getoonde bloemen is een oorworm te zien.

Oorwormen verstoppen zich overdag en komen in de schemering en 's nachts tevoorschijn om voedsel te zoeken. Ze zijn thigmotaxisch (aanrakings-minnend), wat betekent dat ze graag tussen de kleinste spleetjes kruipen zodat het lichaam helemaal door het substraat wordt omgeven. Ook zijn ze zeer gevoelig voor uitdroging en moeten in een permanent vochtige omgeving blijven. Oorwormen kunnen daarom vaak worden aangetroffen onder stenen en stukken boomschors, wat ideale plaatsen zijn. Ook planten zijn goede schuilplaatsen, zoals tussen bladeren of in zaaddozen.
Oorwormen die in meer gematigde streken leven kennen een inactieve periode gedurende de winter die de winterslaap wordt genoemd. Ze graven een holletje in de grond of verbergen zich in scheuren in bomen of andere vorstvrije plaatsen. Bij een strenge winter echter kan de vorst het hol bereiken en kan de sterfte massaal zijn.
De meeste oorwormen hebben een gelijke levenswijze, maar er zijn enkele uitzonderingen. De soorten uit de families Arixeniidae en Hemimeridae zijn sterk gespecialiseerd op het permanent leven in de vacht van zoogdieren, meer specifiek ratten en vleermuizen. Ze leven hier van huidafscheidingen en dode diertjes. Deze soorten hebben sterk vergrote poten, geen vleugels en een verhoudingsgewijs klein achterlijf dat kleine, behaarde aanhangsels draagt. Deze soorten zijn ook nagenoeg blind en produceren geen eitjes maar zijn eierlevendbarend.

### Voortbeweging
Oorwormen lijken op het eerste gezicht vleugelloze insecten omdat zichtbare vleugels ontbreken. Ze hebben echter in principe twee paar vleugels. Bij sommige soorten zijn de vleugels sterk gedegenereerd of zelfs geheel afwezig en ook combinaties komen voor. De bosoorworm (Chelidurella acanthopygia) bijvoorbeeld heeft geen voorvleugels meer en de achtervleugels zijn sterk gedegenereerd tot kleine schubjes. Ongeveer 40 procent van de oorwormen heeft het vermogen tot vliegen verloren doordat de vleugels zijn verkleind, de overige 60 procent heeft weliswaar vleugels maar niet alle gevleugelde soorten vliegen. Als ze al vliegen gebeurt dit altijd 's nachts waardoor een oorworm door de mens maar zelden vliegend wordt aangetroffen.

### Vleugels
Bij de gevleugelde soorten zijn de achtervleugels relatief groot en doorzichtig; ze worden gebruikt om te vliegen. De achtervleugels zijn vliezig en zeer dun en zijn hierdoor zeer kwetsbaar. De voorvleugels zijn bij alle soorten gedegenereerd en sterk verkleind; ze doen denken aan schubben. De grote achtervleugels moeten bij deze soorten meermalen gevouwen worden om onder de kleine voorvleugels te passen en steken aan de achterzijde vaak een stukje uit. Het verbergen van de grote achtervleugels onder de sterk verkleinde voorvleugels is een homologie met de kortschildkevers (Staphylinidae), waar de oorwormen verward mee kunnen worden.
Het opvouwen van de vleugels is links afgebeeld, de linker voorvleugel (T) is uitgeklapt, zodat de linker achtervleugel (H) in opgevouwen toestand zichtbaar is. De rechter voorvleugel is verwijderd, de rechter achtervleugel is deels uitgevouwen. Bij het opvouwen van de vleugel wordt deze parallel aan de lijnen (b) en (c) waaiervormig opgevouwen, en vervolgens omgeklapt bij de pijl (e). De deels gevouwen vleugel wordt nu bij een scharnierend deel bij pijl (d) omgeklapt parallel aan de lijn (a) en onder de voorvleugel geborgen.
Het opvouwen van de achtervleugels is een precies werkje, aangezien de vleugels meer dan 40 keer (!) kunnen worden gevouwen. Dit dient steeds volgens een vast patroon te gebeuren waarbij de vleugels zowel in de breedte als een waaier moet worden gevouwen maar ook in de lengte wordt geplooid. Bij het opvouwen van de vleugels worden de tang-achtige cerci gebruikt. Het vleugeloppervlak van de uitgevouwen vleugel is ongeveer 10 keer zo groot als het oppervlak van de opgevouwen vleugel.

## Voortplanting en ontwikkeling

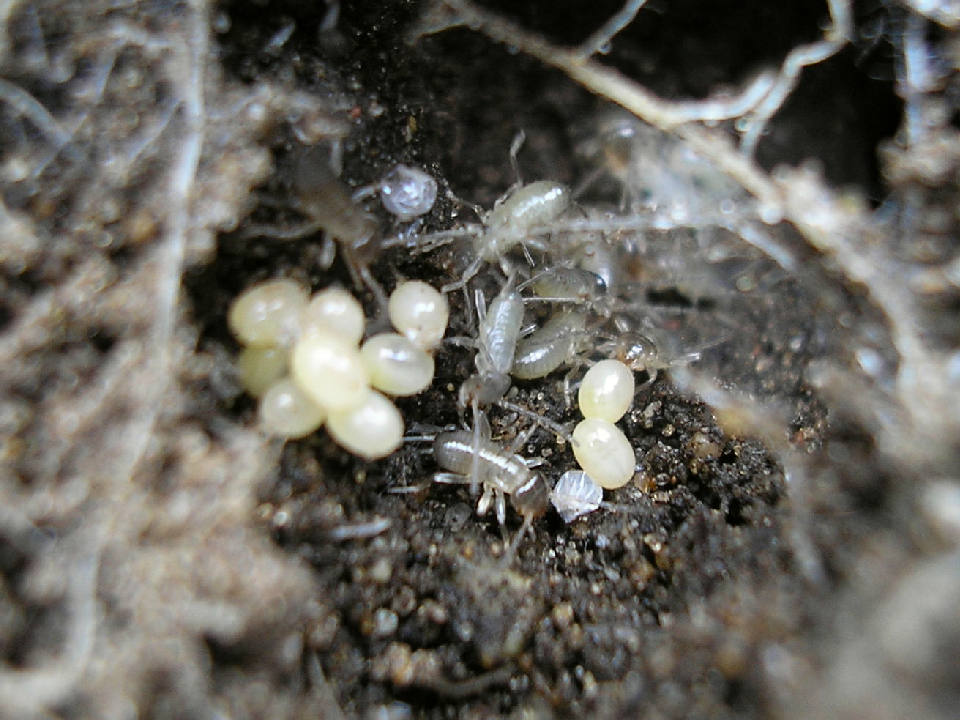
Eitjes en jonge nimfen
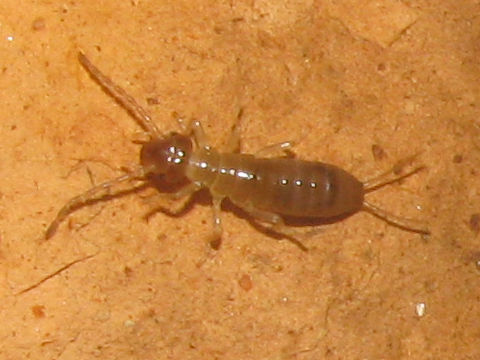
Jonge nimf
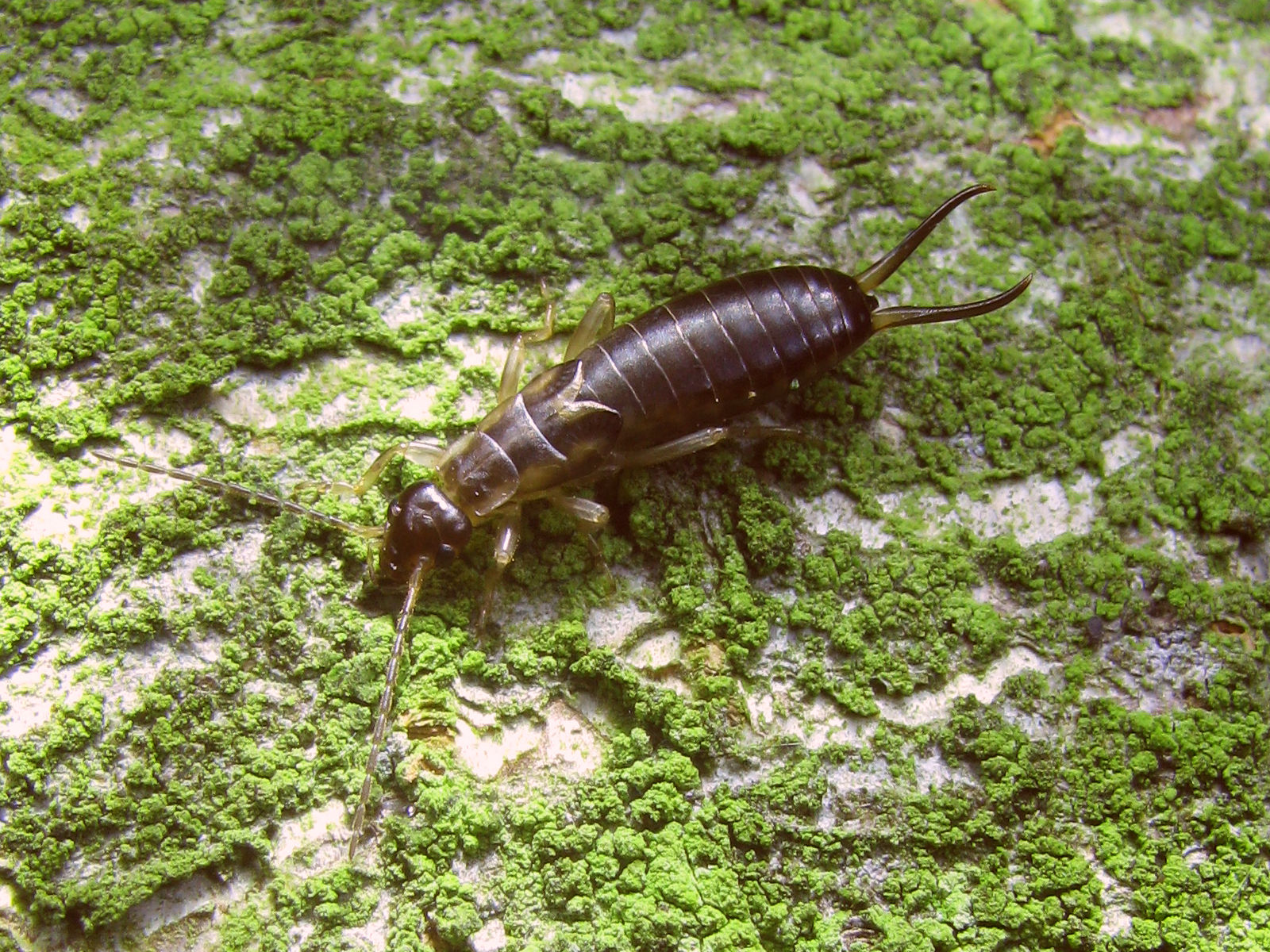
Bijna volgroeide nimf
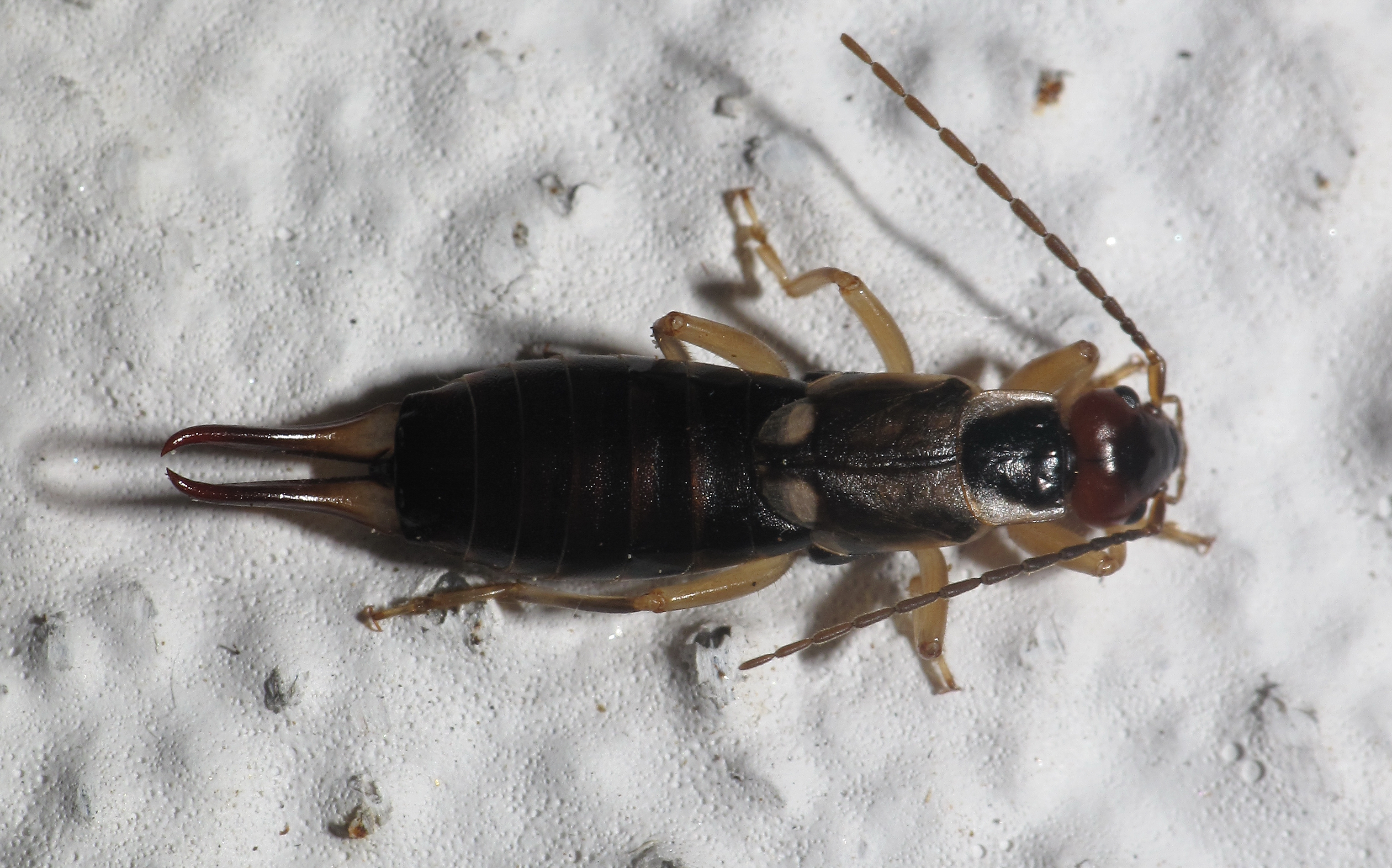
Volwassen vrouwtje

Oorwormen behoren tot de Exopterygota (Hemimetabola) en kennen een onvolledige gedaanteverwisseling. Dit betekent dat de juvenielen niet in één keer drastisch veranderen, zoals bij de kevers of de vlinders die een larvestadium kennen, maar al bij de geboorte op hun ouders lijken en steeds meer van de volwassen kenmerken krijgen. De juvenielen van insecten met een onvolledige gedaanteverwisseling worden nimfen genoemd. De nimfen doorlopen vier of vijf stadia, die de instar worden genoemd. 

### Paring
Oorwormen leven in de zomer in groepen, soorten die in meer gematigde streken leven houden een winterslaap en overwinteren alleen of paarsgewijs. De paring vindt in de herfst of in het voorjaar plaats, waarna het vrouwtje haar eitjes al in de winter afzet. De meeste oorwormen zijn eierleggend, van enkele soorten is bekend dat ze hun jongen levend ter wereld brengen, wat eierlevendbarendheid wordt genoemd. De eierleggende soorten kunnen enkele tientallen eitjes per legsel produceren, dat door het vrouwtje wordt bewaakt. Grotere vrouwtjes produceren meer eitjes dan kleinere soortgenoten. Zodra ze zijn afgezet houdt ze andere dieren weg bij de eieren, inclusief soortgenoten en ook het mannetje wordt verjaagd. Het vrouwtje likt haar eitjes regelmatig schoon, wat uitdroging en aantasting door schimmels voorkomt. Eventuele bedorven eitjes worden door het vrouwtje opgegeten, dit is haar enige bron van voedsel omdat ze permanent over de eitjes waakt. Als de nimfen worden geboren, lijken ze al direct op de ouderdieren, al zijn ze veel kleiner en bleek van kleur. Ze doen sterk denken aan termieten. Ze hebben nog geen tang-achtige uitsteeksels al zijn deze in aanleg wel aanwezig in de vorm van twee draadachtige, gesegmenteerde uitsteeksels.

### Juvenielen
De vrouwtjes zetten de eieren af in spleten en kieren in hout. De jonge dieren lijken al direct op de ouders maar zijn kleiner en hebben nog geen vleugels. Aan het eind van ieder stadium volgt een vervelling (wetenschappelijk: ecdysis) waarna het volgende stadium begint. De pasgeboren nimfen zijn het eerste instar, na de eerste vervelling bevinden ze zich in het tweede nimfstadium of tweede instar. Na iedere vervelling wordt de nimf groter en krijgt meer kenmerken van het volwassen dier. Als ten slotte het vierde of vijfde instar vervelt is de oorworm volwassen, alleen de volwassen exemplaren krijgen hun eventuele vleugels (sommige soorten zijn vleugelloos) en hebben volledig ontwikkelde geslachtsorganen. De volwassen exemplaren kunnen zich na enige dagen tot weken ook voortplanten. Oorwormen kunnen in vergelijking met andere insecten vrij oud worden al hangt de levensduur af van de soort. Van de gewone oorworm is bekend dat een volwassen exemplaar ongeveer acht tot tien maanden oud kan worden.

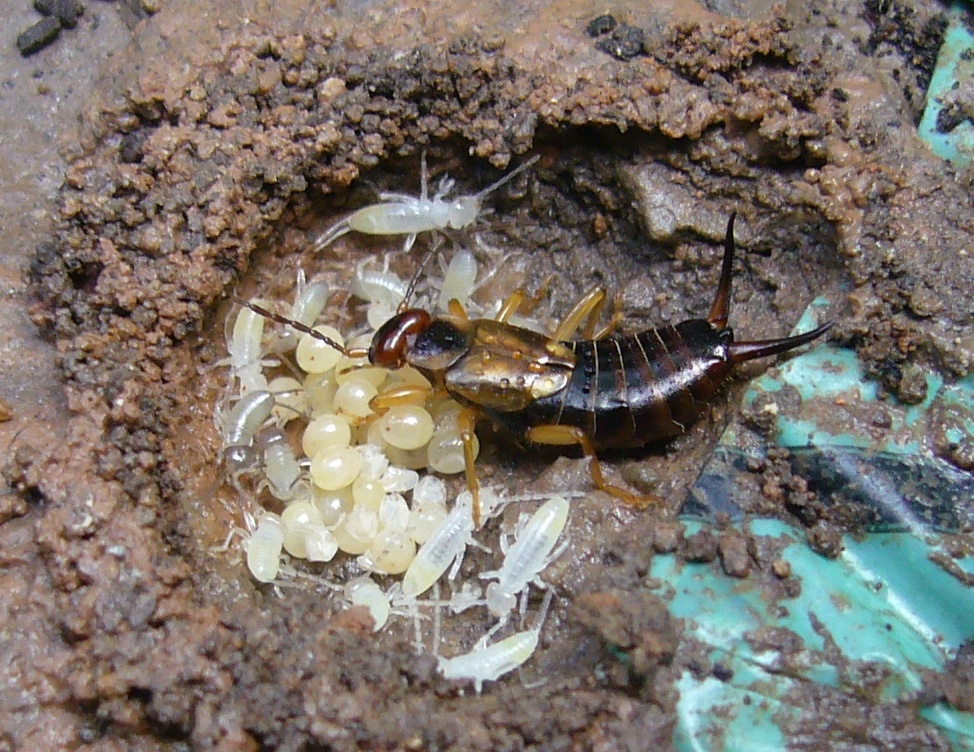
Vrouwtje, eitjes en nimfen van de gewone oorworm.

### Broedzorg
Oorwormen staan bekend om de verregaande vorm van broedzorg. Dit wil zeggen dat het vrouwtje haar eitjes en jongen beschermt en de jongen een tijdje bij hun moeder blijven. Bij hogere gewervelde dieren is dit gedrag normaal, maar bij insecten komt het maar bij enkele groepen voor, zoals sommige wantsen. De broedzorg van de gewone oorworm is uitgebreid bestudeerd, zo blijkt het vrouwtje te beschikken over een sterk moederinstinct om de eitjes te verzorgen. Als de uitgekomen eitjes weer worden vervangen door nieuwe, zal ze tot drie maanden lang de eitjes blijven verzorgen. Als de eitjes echter worden weggehaald, verdwijnt dit gedrag en wordt ook niet meer vertoond als de eitjes weer worden teruggeplaatst.
Bij alle goed bestudeerde soorten is een vorm van broedzorg bekend, maar hierbij dient aangemerkt te worden dat slechts een klein deel van de oorwormen goed is onderzocht. Van de meeste soorten is vrijwel niets bekend over de voortplanting of de levenswijze.
De nimfen worden bewaakt door het vrouwtje, ze zoeken bij sommige soorten zelf naar voedsel en als ze zich te ver van het nest begeven worden ze door de moeder naar de andere jongen teruggebracht. Van een aantal soorten is bekend dat het vrouwtje voedsel zoekt voor haar jongen, zoals de niet in België en Nederland voorkomende soort Anechura bipunctata. Het vrouwtje gaat op pad en komt terug met jonge plantenscheuten die aan de nimfen worden gevoerd. Dit herhaalt zich verschillende malen tot de nimfen na een aantal vervellingen het nest verlaten. Na iedere vervelling wordt de vervellingshuid door de nimf opgegeten.

## Voedsel
Oorwormen zijn vrijwel allemaal alleseters, die leven van dood of levend plantaardig of dierlijk materiaal. Van sommige soorten is bekend dat ze voornamelijk planten eten of juist voornamelijk op andere dieren jagen. De meeste soorten echter hebben een menu dat bestaat uit dode en levende insecten (ook eieren en larven van insecten), algen, schimmels, mossen en plantendelen als jonge blaadjes, bloemen en vruchten. Veel soorten eten ook wel kleine diertjes die ze tussen de planten of het bodemmateriaal vinden, zoals bladluizen. Omdat oorwormen zowel van dood als levend materiaal leven en het ook niet uitmaakt of het van plantaardige of dierlijk oorsprong is, hebben ze een grote voorsprong op veel andere insecten die vaak maar van één soort voedsel kunnen leven. Als een bepaalde voedselbron op raakt, kan de oorworm makkelijk overschakelen op ander voedsel.
Oorwormen kunnen worden ingezet in de tuinbouw als luizenverdelger, zie ook onder ecologie. De jonge nimfen van de gewone oorworm eten voor een belangrijk deel insecteneitjes, zoals die van de perenbladvlo (Psylla pyri), een bladluis. Als er te weinig voedsel is, kunnen oorwormen kannibalistisch worden waarbij de grotere dieren de kleine exemplaren opeten.
Sommige oorwormen hebben zich gespecialiseerd en hebben een afwijkende voedselkeuze, zoals de soorten uit de onderorde Arixenina; Arixenia jacobsoni, die voorkomt in grotten waar vleermuizen leven. Op de bodem van dergelijke grotten is een dikke laag vleermuispoep aanwezig, ook wel bekend als guano, waar de oorworm in leeft. Een verwante soort, Arixenia esau, is hieronder rechts afgebeeld en leeft commensaal in de vacht van vleermuizen, meer specifiek de naakte vleermuis (Cheiromeles torquatus). Ze leven van huidafscheidingen en kleine dode diertjes. Ook de soorten uit de onderorde Hemimerina, zoals de hieronder rechts afgebeelde Hemimerus hanseni, hebben een afwijkende morfologie en levenswijze. Deze soorten zijn vleugelloos en leven van schimmels en huidschilfers in de vacht van zoogdieren uit de rattenfamilie Nesomyidae, meer specifiek de geslachten Beamys en Cricetomys.

## Vijanden en verdediging

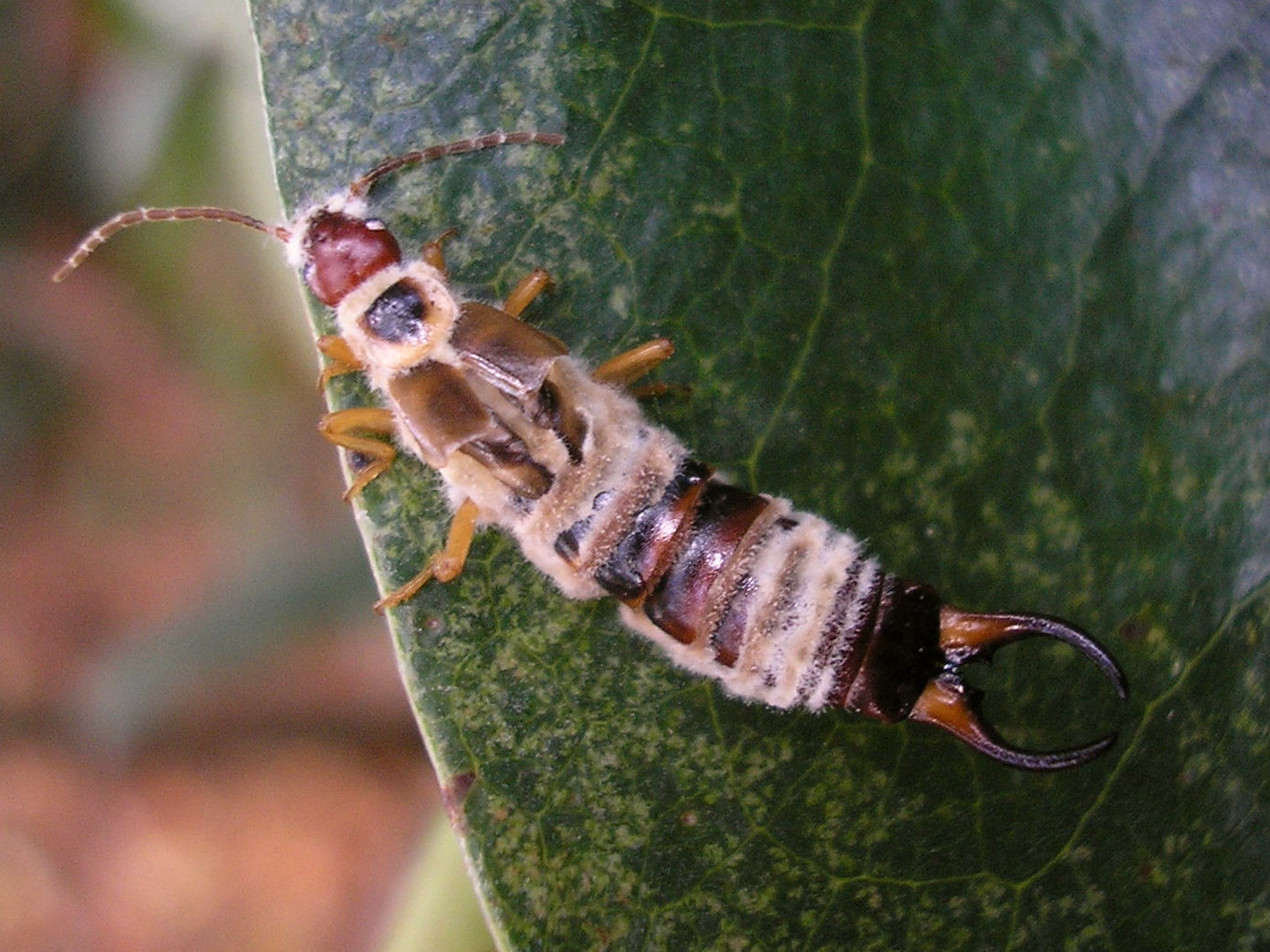
Een door een schimmel aangetaste gewone oorworm.

Oorwormen hebben vele vijanden, omdat ze nooit giftig zijn en ook geen sterke afweer hebben worden ze door veel insecteneters beschouwd als een makkelijk hapje. Zowel vogels, zoogdieren, amfibieën en rovende geleedpotigen als sluipvliegen en spinnen eten oorwormen als ze de kans krijgen. Vogels die veel oorwormen eten zijn onder andere de ekster, de Vlaamse gaai, de spreeuw en de koolmees.

### Parasieten
Een andere belangrijke vijand zijn verschillende parasieten, zoals bacteriën en nematoden en met name insectenaantastende schimmels, die een eenmaal geïnfecteerde oorworm binnen korte tijd te gronde richten. Er zijn wel meer insecten die kunnen worden aangetast door schimmels, maar omdat oorwormen alleen kunnen leven in vochtige omstandigheden zijn ze extra kwetsbaar. Opmerkelijk is dat de door schimmels geïnfecteerde exemplaren zich duidelijk exposeren boven op een blad of aan een tak, dit gedrag wordt door de schimmel beïnvloed. Hierdoor kunnen de schimmelsporen zich beter verspreiden in de wind zodat andere insecten kunnen worden geïnfecteerd. Een voorbeeld van een dergelijke schimmel is Metarhizium anisopliae.

### Verdediging
Oorwormen laten zich als ze worden verstoord op de bodem vallen en kruipen weg in de strooisellaag. Net als veel andere insecten hebben veel oorwormen klieren aan de zijkanten van het achterlijf waaruit een stinkende secretie kan worden afgegeven. Deze geelbruine substantie kan door sommige soorten worden afgeschoten richting een vijand. Bij bedreiging worden de achterlijfsaanhangsels of cerci dreigend over het lichaam naar voren gebogen. Dit heeft iets weg van de dreighouding van een schorpioen maar een oorworm kan niet steken met de cerci en heeft bovendien geen gif; de dreighouding is pure bluf. De oorworm kan wel knijpen met de aanhangsels maar dit is bij de mens nauwelijks voelbaar en de cerci zijn bij lange na niet krachtig genoeg om door de huid heen te dringen.

## Ecologie

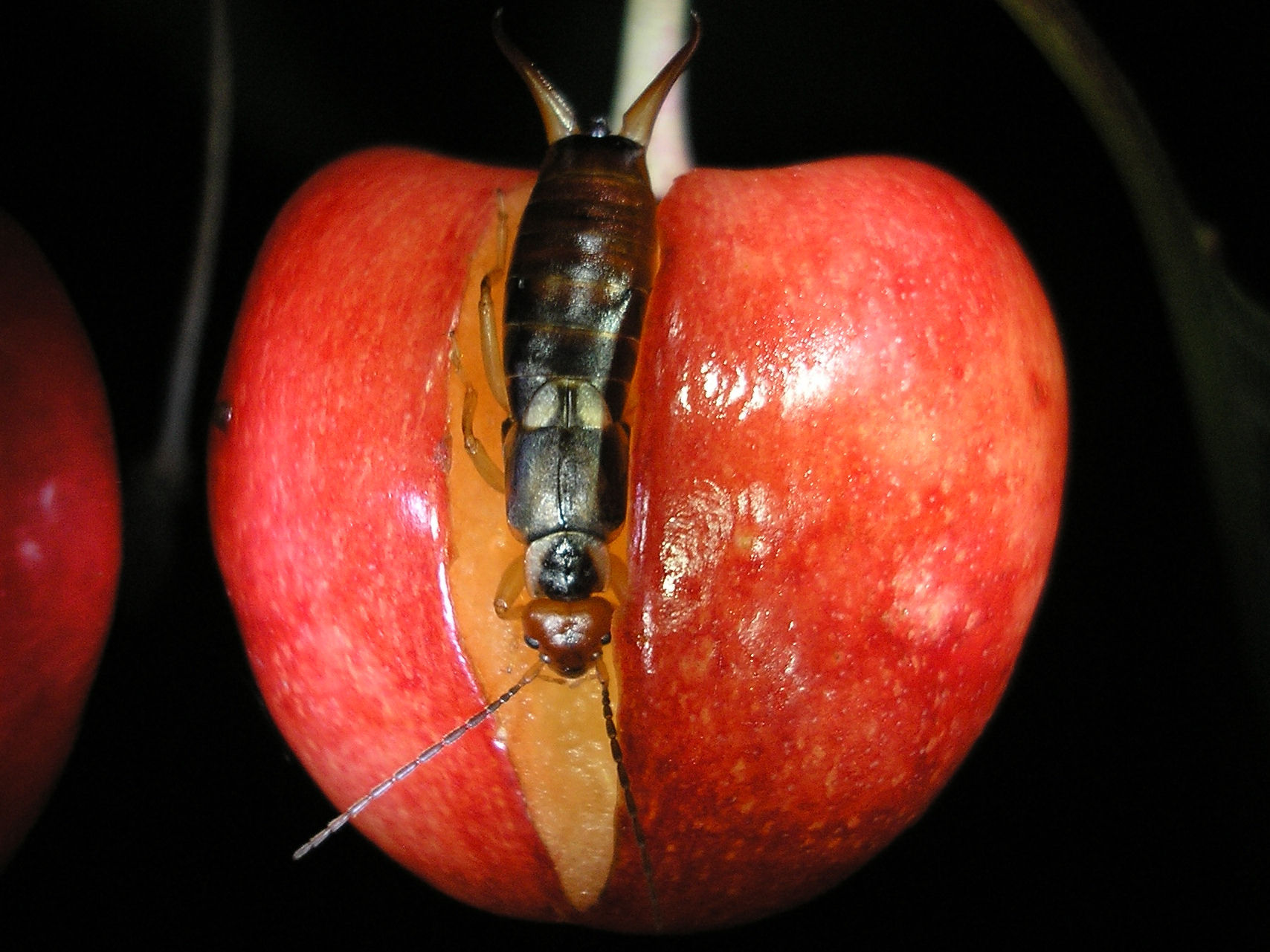
Een oorworm doet zich tegoed aan een kers.

Oorwormen zijn afvaleters en spelen door hun soms enorme aantallen een rol in het omzetten van door organisch materiaal in kleinere afvalproducten die verder worden afgebroken door schimmels en bacteriën. Ze worden soms als schadelijk gezien omdat ze vruchten en bloemen aanvreten, al is de schade niet te vergelijken met die van bijvoorbeeld tripsen, spint of bladluizen, die in enorme kolonies een hele plant kunnen verwoesten. Ook kunnen ze verschillende plantenziektes overbrengen.

### Schade
Oorwormen veroorzaken kleine beschadigingen in een bloem of vrucht, die te herkennen zijn als kleine, ronde vraatsporen. Omdat ze thigmotaxisch zijn, bevinden ze zich vaak in bloemen die vele tegen elkaar gelegen bladeren hebben, zoals Dahlia's, rozen, vlinderstruik en sla. Soms duikt een exemplaar op in een onbespoten appel of peer maar de oorworm knaagt niet zelf een gat in het fruit maar kruipt in door de schade ontstane holtes.
Daarnaast eten oorwormen kleine zachte diertjes zoals insectenlarven en bladluizen. Onder normale omstandigheden zijn deze slechts af en toe beschikbaar, maar als er zich een bladluizenplaag aandoet, kan de oorworm volledig op luizen overschakelen en zo grote hoeveelheden wegwerken. Het kan ondanks de bloem- of vruchtaantastende levenswijze dus een voor de mens heel nuttig diertje zijn.

### Luizenbestrijding
Van de gewone oorworm is bekend dat ze een gehele kolonie luizen binnen korte tijd te gronde kunnen richten. Uit een proef waarbij een zestal oorwormen bij een boom werd uitgezet die 500 bladluizen bevatte, waren er na drie weken minder dan 50 luizen over. Een boom die van de oorwormen werd afgeschermd, bevatte meer dan 2000 luizen. Uit een andere waarneming is bekend dat 20 oorwormen zo'n 800 luizen aten in een tijdsbestek van 8 dagen.

## Evolutie en taxonomie

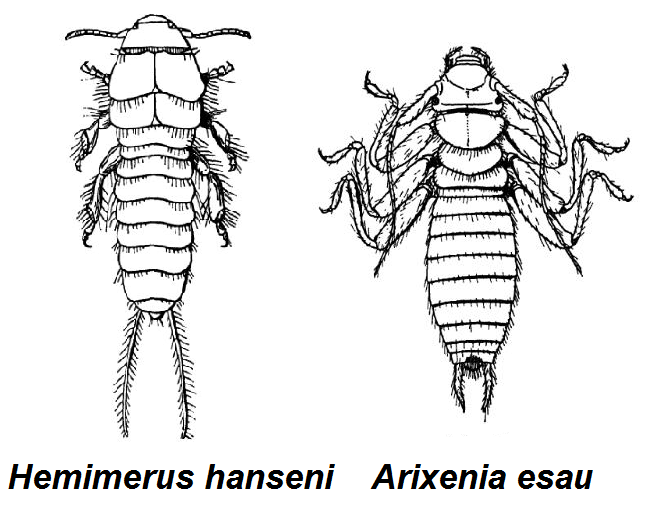
Hemimerus hanseni en Arixenia esau.

Oorwormen zijn ontstaan uit kakkerlak-achtige dieren, zo'n 200 tot 300 miljoen jaar geleden. De meeste huidige groepen zijn al bekend van 100 tot 200 miljoen jaar geleden.
Door het bestuderen van fossielen is veel duidelijk geworden over de ontwikkeling van de oorwormen. Ze zijn ontstaan uit de Protelytroptera, een groep van gevleugelde oerinsecten die ontstaan is in het Paleozoïcum, ongeveer 300 miljoen jaar geleden. Deze voorouders van de oorwormen leken uiterlijk sterk op kakkerlakken en hadden al een wereldwijde verspreiding, fossiele vertegenwoordigers zijn gevonden in zowel Noord-Amerika als Europa en Australië. De eerste soorten die echt tot de oorwormen kunnen worden gerekend zijn bekend uit de Jura. Deze exemplaren leken al op de moderne soorten maar hadden nog gesegmenteerde cerci. Ook waren deze voorlopers nog in het bezit van ocelli en hadden tevens een legboor, zoals we die vandaag de dag vinden bij de rechtvleugeligen. Van overgangsvormen tussen de oervormen van de oorwormen en de moderne groepen zijn geen fossielen bekend, vermoedelijk vond de afsplitsing plaats in het Trias.
De indeling van de oorwormen is problematisch omdat de verschillende moderne groepen onderling nogal afwijken als het gaat om lichaamsbouw en levenswijze. Onderstaande indeling is gebaseerd op Dermaptera Species File (Website). Naast de moderne oorwormen is er een aantal uitgestorven geslachten bekend, waarvan de positie binnen onderstaande indeling onduidelijk is, het gaat om de geslachten Caririlabiao, Cretolabiao, Kotejalabis, Mesoforficula en Sinolabia.

Diagram van de evolutie van de oorwormen, gebaseerd op een analyse van Grimaldi en Engel (2004).

 Orde Dermaptera
Onderorde Archidermaptera  †
Superfamilie Protodiplatyoidea  †
Familie Dermapteridae  †
Familie Protodiplatyidae  †
Onderorde Eodermaptera  †
Superfamilie Semenovioloidea  †
Familie Semenoviolidae  †
Familie Turanodermatidae  †
Onderorde Neodermaptera
Infraorde Protodermaptera
Superfamilie Karschielloidea
Familie Karschiellidae
Superfamilie Pygidicranoidea
Familie Diplatyidae
Familie Pygidicranidae
Infraorde Epidermaptera
Superfamilie Apachyoidea
Familie Apachyidae
Superfamilie Hemimeroidea
Familie Hemimeridae
Superfamilie Anisolabidoidea
Familie Anisolabididae
Superfamilie Labiduroidea
Familie Labiduridae
Superfamilie Forficuloidea
Familie Spongiphoridae
Familie Arixeniidae
Familie Forficulidae
Familie Chelisochidae
Dermaptera Incertae sedis
Geslacht Atopderma  †
Geslacht Cretolabia  †
Geslacht Kotejalabis  †
Geslacht Mesoforficula  †
Geslacht Sinolabia  †

## Wetenswaardigheid
- Oorwurm is de benaming voor een melodie, of een stukje daarvan, die in het hoofd blijft hangen.